# Isuzu
Pour les articles homonymes, voir Isuzu (homonymie).
 (juin 2008).
Si vous disposez d'ouvrages ou d'articles de référence ou si vous connaissez des sites web de qualité traitant du thème abordé ici, merci de compléter l'article en donnant les références utiles à sa vérifiabilité et en les liant à la section « Notes et références ».
Isuzu Motors Ltd. (いすゞ自動車株式会社, Isuzu Jidōsha kabushiki gaisha, « Isuzu » signifie « cloches » en japonais), est un constructeur automobile japonais spécialisé essentiellement dans la production de véhicules utilitaires tout-terrain et de camions de poids légers.

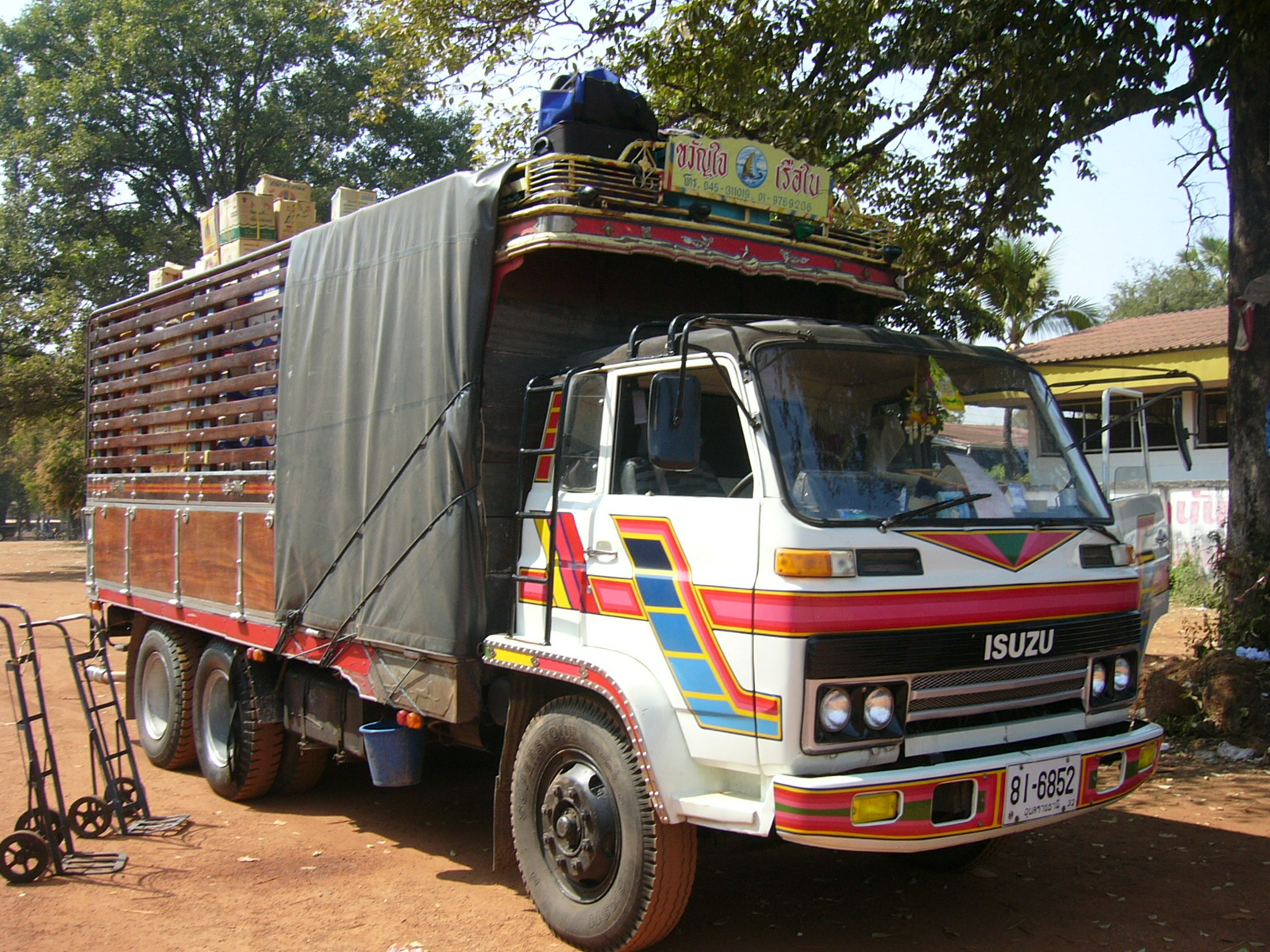
Un camion Isuzu en Thaïlande.

Isuzu est aussi un constructeur de moteurs Diesel, avec des puissances de 7 à 650 chevaux, pour diverses applications commerciales : tondeuse à gazon, chariot élévateur, générateur, bateau de petite dimension. Par ailleurs, Isuzu compte parmi sa clientèle des grands constructeurs automobiles comme Honda, Opel, Saab et Renault.
Les origines de la firme remontent à 1893, année de la création de la toute première société, la « Tokyo Ishikawajima Shipbuilding & Engineering Company Limited ». Au début de son existence, la firme construisait des navires, mais elle abandonne rapidement cette activité. La première voiture de tourisme produite par Isuzu a été réalisée en partenariat avec le constructeur britannique Wolseley Motors Limited.

## L'histoire de l'entreprise
En 1916, Tokyo Ishikawajima Shipbuilding and Engineering LTD (le prédécesseur du groupe Isuzu) commence la construction d’une fabrique pour la production des voitures. En 1918, Tokyo Gas and Electric Industrial Company, avec le prédécesseur de la maison d’Isuzu, produit le camion « A9 ».
En 1922, avec la permission de Wolseley Motor, le groupe construit sa première voiture au Japon, vendue principalement à l'Armée impériale japonaise. Cet accord commercial avec la firme britannique prend fin en 1927.
En 1930, le constructeur produit le modèle Sumida, un camion à capot ayant une charge utile de deux tonnes. En 1936, après deux ans de recherche, un moteur Diesel de 5,3 litres, refroidi à l'air, fut fabriqué et monté sur le camion TX40 , avec une charge utile de deux tonnes. L'année 1937 voit la fondation du groupe industriel Tokyo Motors Inc (le prédécesseur de l’héritage du savoir-faire technique), avec la fusion de Tōkyō Jidōsha Kōgyō (Tokyo Automobile Industrie). C'est ce nouveau groupe qui deviendra en 1949 « Isuzu Motors Limited ». En 1938, une nouvelle usine est inaugurée à Kawasaki[Laquelle ?], et une grande partie de la production va aux militaires durant la Seconde Guerre mondiale. En 1939, la firme développe un nouveau moteur Diesel, le DA40.
En 1946, l'entreprise inaugure un autre moteur diesel, le TX80, pour les véhicules lourds. En 1950, Isuzu introduit deux modèles de camion à capot. Le TX550 est un véhicule doté du moteur diesel DA640, de 6 cylindres, 6,1 litres, 125 chevaux, une transmission manuelle à 5 rapports pour une charge utile de 6 tonnes. Le deuxième, le TW540, offre le choix entre deux moteurs, à essence ou au diesel, de 6 cylindres, 145 chevaux, en configuration de 4x2 civil, ou 6x6 militaire, pour une charge utile de 5 tonnes. Ainsi, la firme fournit des véhicules à l'armée américaine durant la guerre de Corée.
En 1953, Isuzu construit l'automobile Hillman Minx, sous licence de Rootes Group. En 1955, le gouvernement du Japon choisit l'entreprise afin de motoriser des véhicules pour des expéditions scientifiques en Antarctique, et par le fait même, répondre aux besoins en énergie en fournissant des génératrices. En 1959, Isuzu présente un véhicule de 3 tonnes de charge utile, avec traction avant, ainsi qu'un camion à capot : le TD150, doté d'un moteur Diesel de 6 cylindres, 10,8 litres et 180 chevaux et de freins pneumatiques, avec une charge utile de 9 tonnes, en configuration de 4x2.

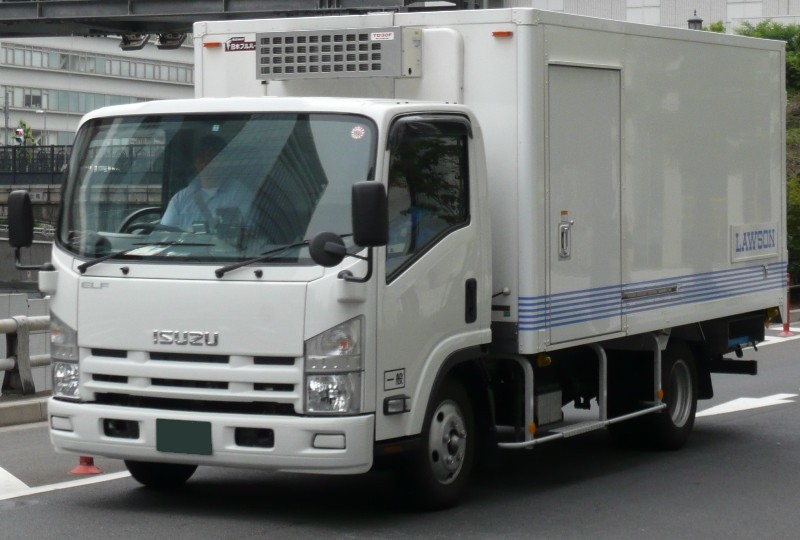
Un camion «Isuzu Elf» au Japon.

En 1960, Isuzu inaugure deux gammes, les modèles à capot TD, et à cabine avancée TDE, avec une charge utile de 8 tonnes, en configuration de 4x2, ainsi que les modèles TP à capot, et TPE à cabine avancée, d'une charge utile de 10 tonnes, en configuration de 6x2, ces deux gammes étant équipées d'un moteur diesel de 10,8 litres et de 200 chevaux. La firme commercialise en plus le modèle ELF, un camion à cabine avancée, avec un moteur diesel DL200, et d'une charge utile de 2 tonnes. Ce véhicule était assemblé à l'usine d'automobiles Fujisawa, avec des pièces mécaniques de l'entreprise britannique Rootes Group. Ensuite la firme présenta une gamme de camions d'incendie avec le TXG20, disposant d'une cabine ouverte, d'une lance, d'une pompe à incendie d'un débit de 2250 litres à la minute et d'un réservoir d'eau de 3000 litres. En 1961, la firme développe son premier moteur Diesel pour les automobiles, monté sur le modèle Bellel.
En 1963, l'entreprise introduit un camion de chantier TD50D avec un moteur diesel DH100 de 6 cylindres de 10,18 litres, en configuration de 4x2 et 6x4 et équipé d'une benne hydraulique, et d'une charge utile de 8 et 15 tonnes. Suivent ensuite deux modèles automobiles, le Bellett, et en 1967, le modèle Florian.

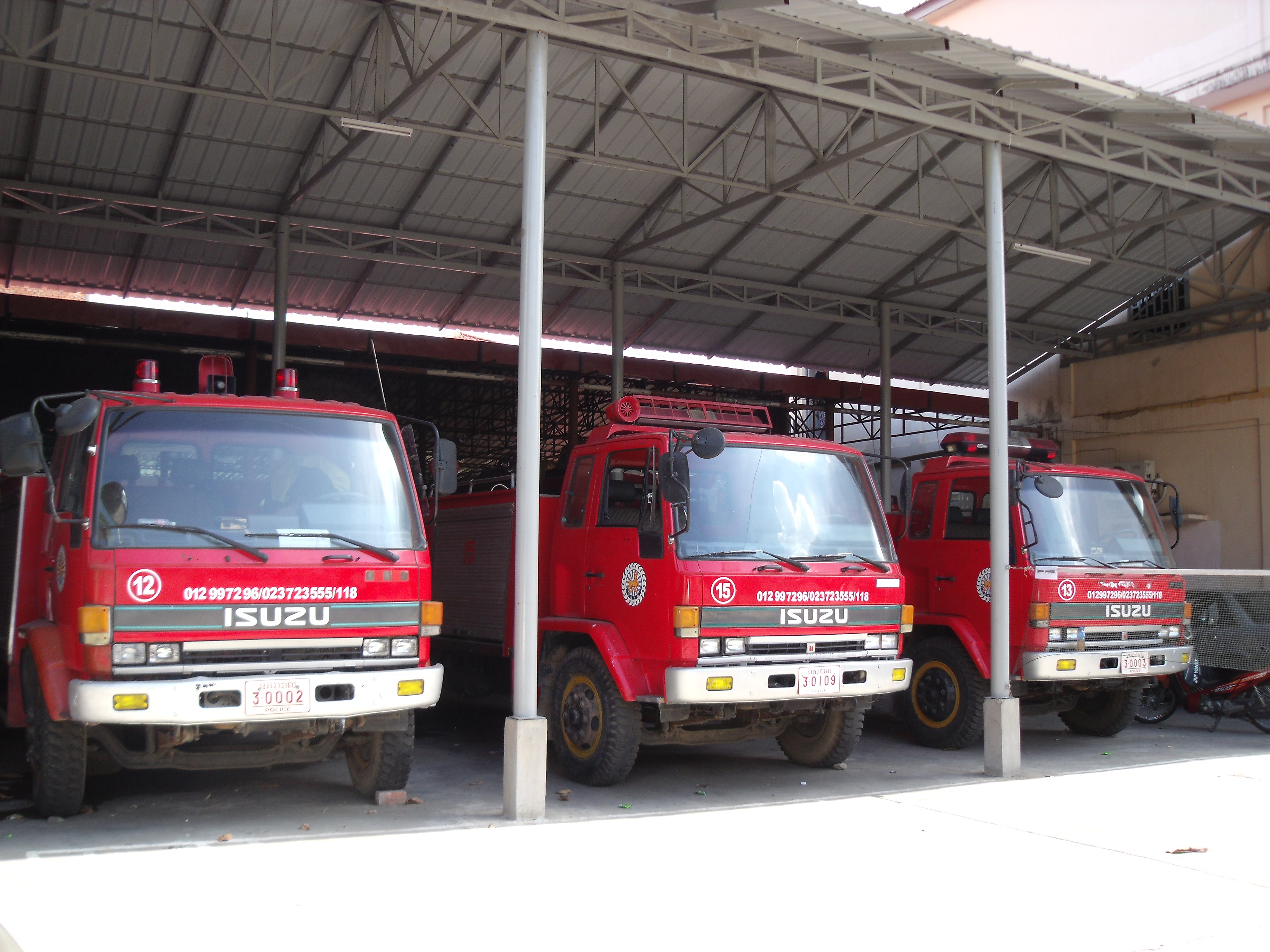
Camions de pompiers Isuzu dans une caserne de Phnom Penh.

En 1970, Isuzu construit un châssis surbaissé YZ20, avec un moteur diesel de 6 cylindres, 10,1 litres et 195 chevaux, en configuration de 4x2, pour des livraisons urbaines, des services municipaux, comme un camion d'incendie avec une pompe et une échelle pivotante Morita de 40 mètres et de 20 tonnes. En 1971, un accord commercial est passé avec le groupe General Motors.

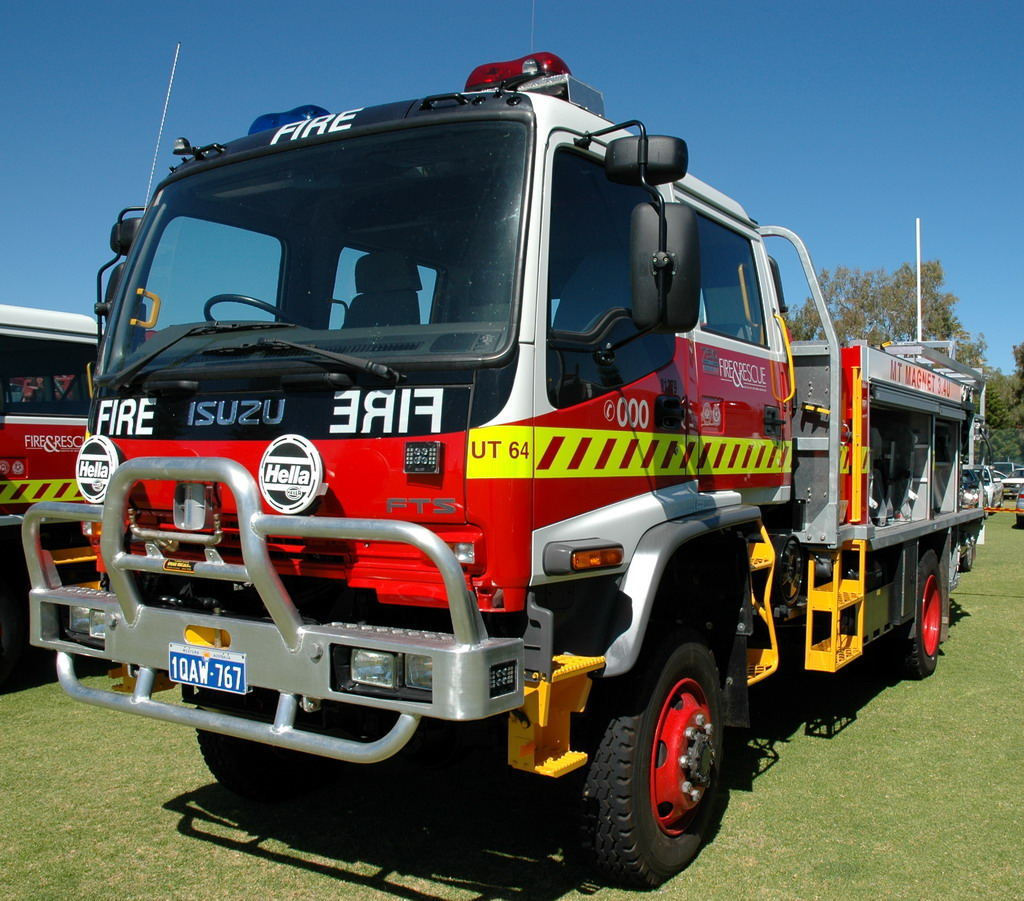
Un véhicule d'incendie en Australie.

En 1973, une nouvelle gamme de camion à cabine avancée fut introduite, avec un moteur Diesel E120 de 6 cylindres et 12 litres à injection directe : le SBR de 9 tonnes, le JBR de 12 tonnes, le SLR de 16 tonnes, le SBG, à deux essieux avant directrices, le SPZ, de 24 tonnes de PTAC en configuration de 6x4, et deux tracteurs routiers et équipés de semi-remorques de 38 tonnes de PTRA ; le VPR 4x2, et le VPZ 6x4. Ces modèles étaient fabriqués en Australie par la filiale de General Motors Holden, pour ce marché et avec la Nouvelle-Zélande, et vendu sous le nom de Bedford, pour une courte période, avant de prendre le nom d'Isuzu. En 1974, l'automobile Gemini fut construite sous licence par Isuzu.
En 1980, Isuzu inaugure une autre gamme de camions à cabine avancée avec un moteur diesel 10PB1 de 10 cylindres, 14 litres, 292 chevaux, monté sur les modèles :
- le TXD45/55 4x2, et le TWD55 6x4 ;
- le TDJ 4x2 de 16 tonnes, et le TDH 4x2 de 17,5 tonnes ;
- le TMH 6x4, et TMQ 6x4, de 24 tonnes chacun de PTAC ;
- en configuration militaire les TSD 4x4 et TWD 6x6.

En 1981, Isuzu introduit une gamme de camions d'une charge utile de 10 tonnes, avec deux choix de moteurs de 8 et 6 cylindres, 8PB1T et T6RA1. L'entreprise crée aussi la division American Isuzu Motors, pour vendre des véhicules aux États-Unis. En 1983, la firme produit la série 810, pour le Japon, avec le moteur turbo diesel 6RA1TC. En 1986, 3 millions de véhicules furent exportés. En 1989, la firme ouvre une usine à Lafayette, en Indiana.
En 1990, les tracteurs routiers EXR 4x2 et EXZ 6x4 furent introduits, de même qu'une nouvelle gamme, la série C Giga. Aussi, deux firmes britanniques Leyland Truck et ERF Trucks, assemblent brièvement les véhicules Isuzu sous licence pour leurs marchés intérieurs. Le véhicule tout-terrain Trooper est aussi présenté au marché et gagne plusieurs rallyes dans le monde avec une version d'un moteur Diesel « common-rail ».
En 1994, Isuzu entame la production de sa gamme NPR dans l'usine General Motors de Janesville, dans le Wisconsin. En décembre 1998, le moteur Diesel « common rail » qui équipe le Trooper reçoit le prix « Technology of the Year » comme meilleur moteur de l’année, donné par la « Automotive researchers Journalist Conference » au Japon. En juin 1999, Isuzu commence la fabrication des moteurs diesel en Pologne pour toutes les voitures OPEL et GM destinées au marché européen, et une usine est inaugurée en Ohio.
En 2001, Renault a confirmé qu’il ferait appel à Isuzu pour offrir un moteur Diesel à son futur haut gamme Vel Satis. Selon l’accord prévu en 1998, le constructeur japonais fournira entre 10 000 et 20 000 moteurs V6 3 litres par an à partir de 2002.
En mai 2002, est lancé le nouveau pick-up Isuzu, avec le moteur Diesel D-MAX, pour le marché thaïlandais en attendant le record des ventes pour un des marchés les plus importants pour le pick-up. [réf. nécessaire] Aussi une usine est inaugurée dans ce pays. À la fin de l'année 2003 est lancé en Europe le moteur D-MAX, avec présentation sur le marché italien. En 2004, Isuzu est le premier constructeur au monde de véhicules utilitaires (183 000 unités de moins de 6T et 75 000 véhicules de 6T à 16T). La firme fusionne avec Hino Motors son activité de fabrication d'autobus.
En octobre 2006, Mitsubishi devient le principal actionnaire d'Isuzu Motors Ltd avec 15,65 % du capital, et lance dans les mois qui suivent la fabrication de 2 moteurs Diesel de 1,8L & 2L à géométrie variable en collaboration avec Mitsubishi Motors, dont il est actionnaire avec Mitsubishi Heavy. En 2006, les ventes internationales de moteurs Diesel pour les véhicules commerciaux sont de 269 079 moteurs pour les camions lourds et 648 176 moteurs pour les camions légers.
En 2015, Isuzu s'associe à une autre entreprise japonaise, Euglena, afin de mener à bien un projet de bus roulant à l'algocarburant.
En février 2017, Isuzu acquiert la participation de 57,7 % de General Motors dans General Motors East Africa, présent au Kenya et produisant essentiellement sous licence des produits Isuzu. En décembre 2019, Volvo annonce la vente de sa filiale japonaise UD Trucks à Isuzu Motors pour 2,3 milliards de dollars.

## Actionnaires
Liste des principaux actionnaires au 21 novembre 2019:
| Isuzu Motors Limited                             | 13,0% |
| Mitsubishi Corporation                           | 7,50% |
| ITOCHU Corporation                               | 6,24% |
| Nomura Asset Management                          | 4,94% |
| Janus Capital Management                         | 2,31% |
| DWS Investments                                  | 2,18% |
| Mizuho Financial Group                           | 1,88% |
| JFE Holdings                                     | 1,70% |
| The Vanguard Group                               | 1,60% |
| Development Bank of Japan, Inc. /Private Equity/ | 1,55% |

## Les modèles de voitures

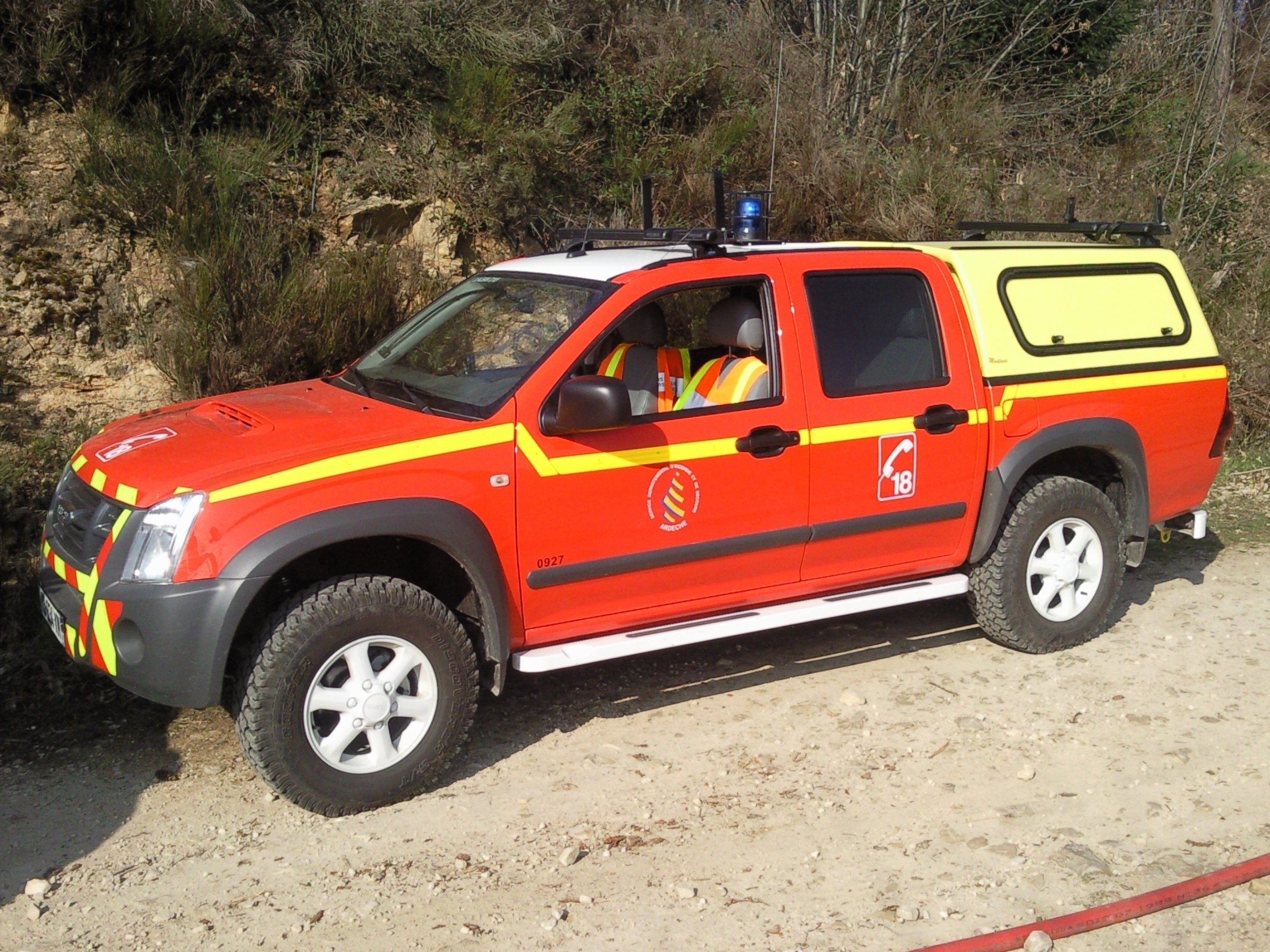
Véhicule léger de pompiers Isuzu D-Max utilisé dans le département de l'Ardèche.

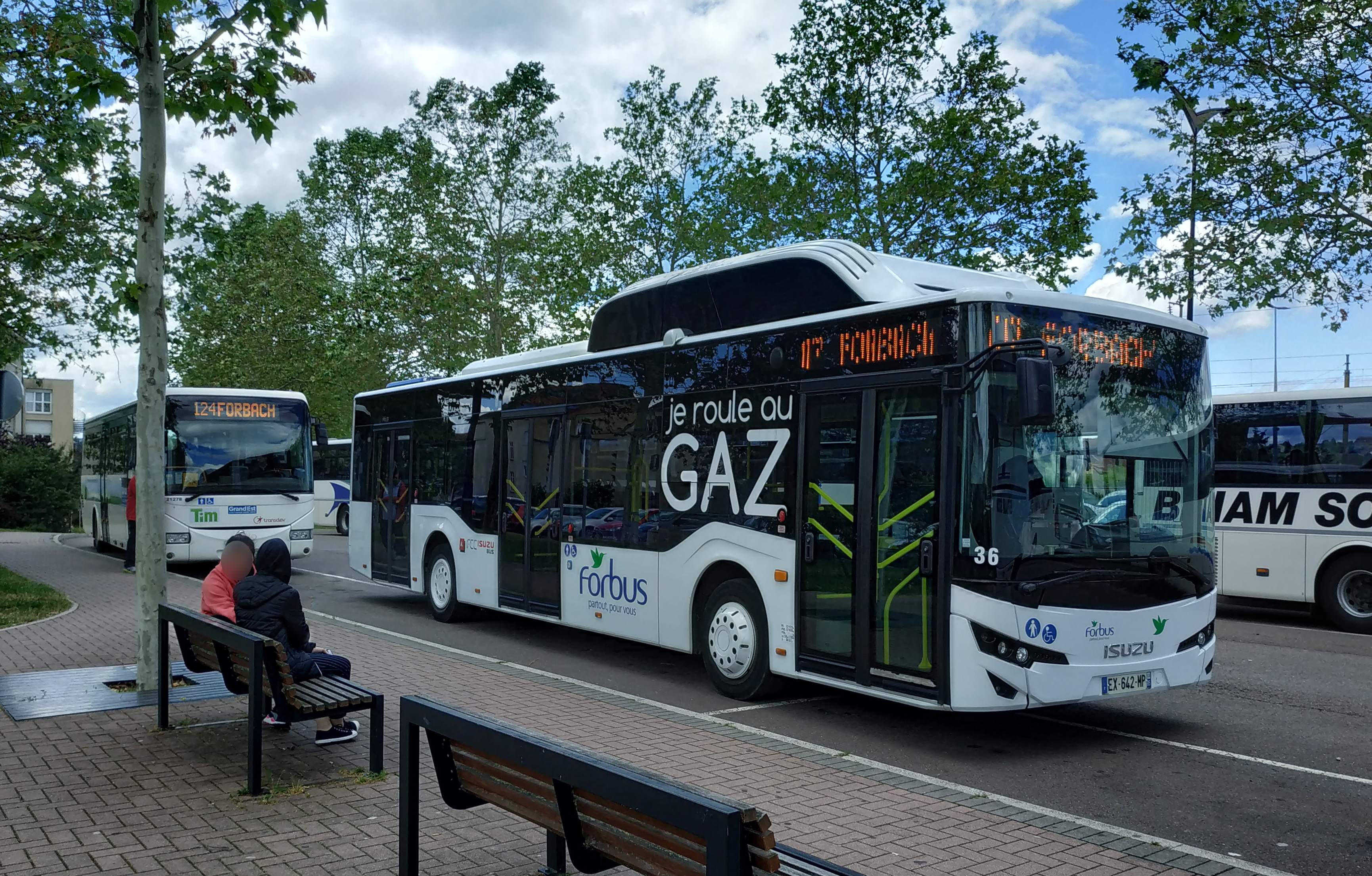
Autobus Isuzu Citiport en circulation en France en 2019

- Bellel 1961 - 1966
- Bellett 1963 - 1973
- Florian 1967 - 1983
- 117 coupé 1968 - 1981
- Gemini 1974 - 2004
- Piazza 1981 - 1992
- Aska 1983 - 2002
- MU/Amigo/Rodeo Sport 1988 - 2002
- Rodeo/MU Wizard 1989 - 2004
- Trooper 1981 - 2002
- VehiCROSS 1997 - 2001
- Axiom 2001 - 2004
- D-Max 2002 - Aujourd'hui
- MU-X 2013 - Aujourd'hui
- MU7
- Ascender
- Caméo
- Campo
- Corsa 1.5 TD
- Crooswind
- Faster
- Fargo
- Frontera (A)
- Fuego
- Hi-lander
- Hillman
- Hombre
- i-Mark
- Impulse
- Invader
- KB
- Midi
- Oasis
- P'up
- Pick-up
- Stylus
- TF
- TFR
- Vertex
- Wasp
- WFR
- Panther

### Concept cars
- VX-02
- ZXS
- Como F1 Super Truck[10]

## Export
- 1981 : Arrivée officielle aux États-Unis (d'où il repart en 2009)
- 2013 : Arrivée officielle en Inde

## La gamme actuelle de camions

### La Série N
Moteurs diesel de 4 cylindres de 3 litres, 4JH1TC, 4HK1TCN, 4HK1TCS, des transmissions à 5 et 6 rapports, MYY5T, MYY6P, MZZ6U, en configuration de 4x2, avec des charges de 4.5 à 9 tonnes de PTAC et de 8 à 12,5 tonnes de PTRA. Aussi la Série N, servi de base pour un autobus de 25 passagers.
- NKR, des empattements de 2.46, 2.49, et 3,36 mètres,
- NPR, des empattements de 2.76, 3.365, et 3,815 mètres,
- NPS, 4x4, un empattements de 3,40 mètres,
- NQR, des empattements de 3.365 et 4,175 mètres,

### La Série F
Moteurs diesel de 6 cylindres, 6HK1TCC, 6HK1TCS, 6SD1TC, des transmissions de 6, 7, et 10 rapports, MLD6Q, MLD6D, FOS5206B, MLD7Q, RT7608LL, en configuration de 4x2, avec des charges de 10 à 24 tonnes de PTAC et de 16 à 39 tonnes de PTRA.
- FRR, un empattement de 4,85 mètres,
- FSR, un empattement de 4,77 mètres,
- FTR, un empattement de 5,05 mètres,
- FTS, 4x4, un empattement de 4,25 mètres,
- FVR, un empattement de 5,05 mètres,
- FVZ, 6x4, des empattements de 4.41 et 5,70 mètres,

### La Série GIGA
Moteurs diesel de 6 cylindres, 6WG1TCS, 6WG1TCC, 6WF1TCC, des transmissions de 16 et 18 vitesses, MJX16AMT, MJX16PAMT, RTLO18918, RTLO16918, en configuration de 6x4 et 8x4, des empattements de 4.30, 5.15, et 5,98 mètres, avec des charges de 24 et 29 tonnes de PTAC, et de 50 et 65 tonnes de PTRA.

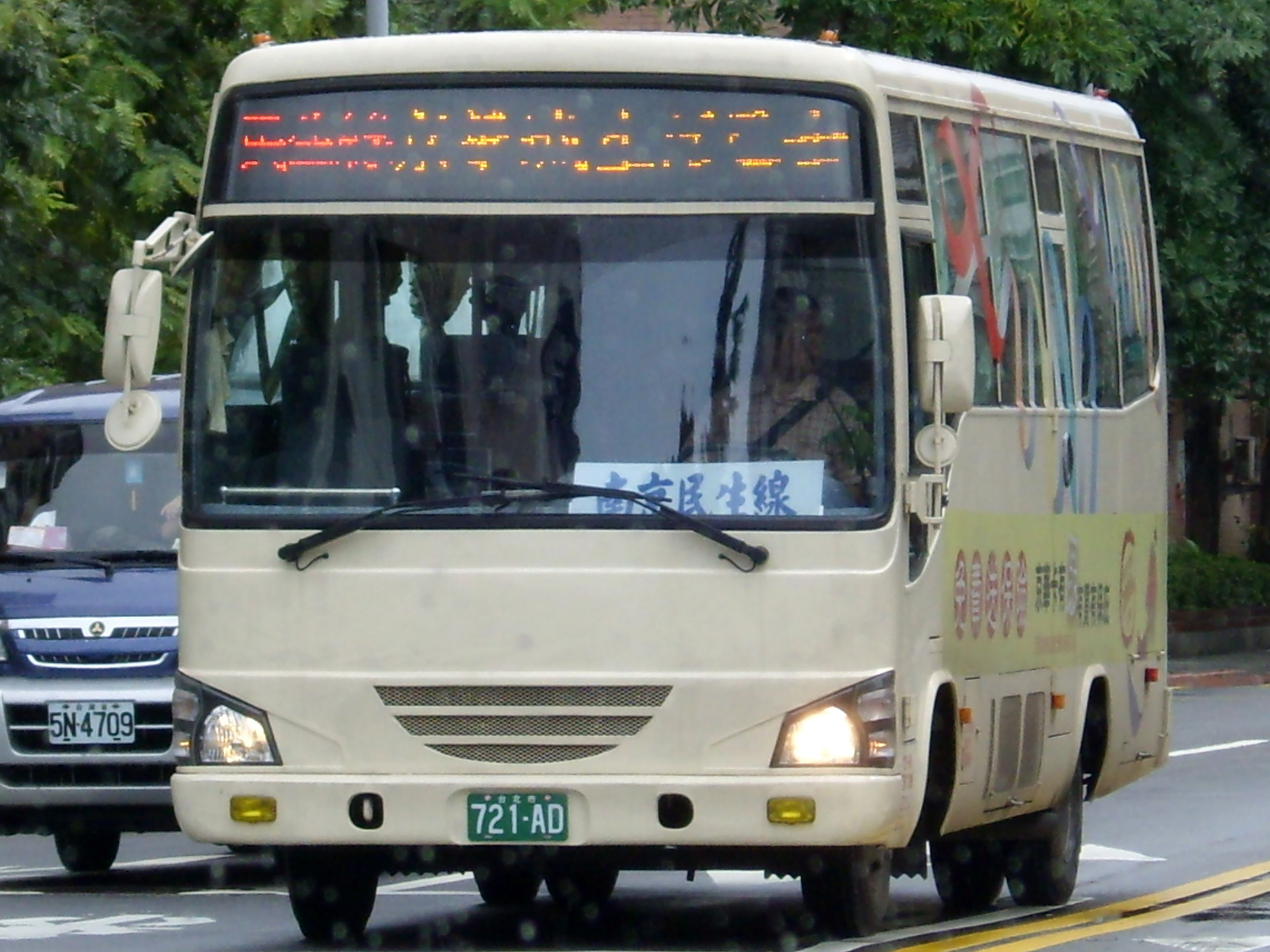
Un autobus NQR de 25 passagers à Taïwan.

- EXY,
- EXZ,
- CYZ,
- CYJ,
- CYH,

## Marchés

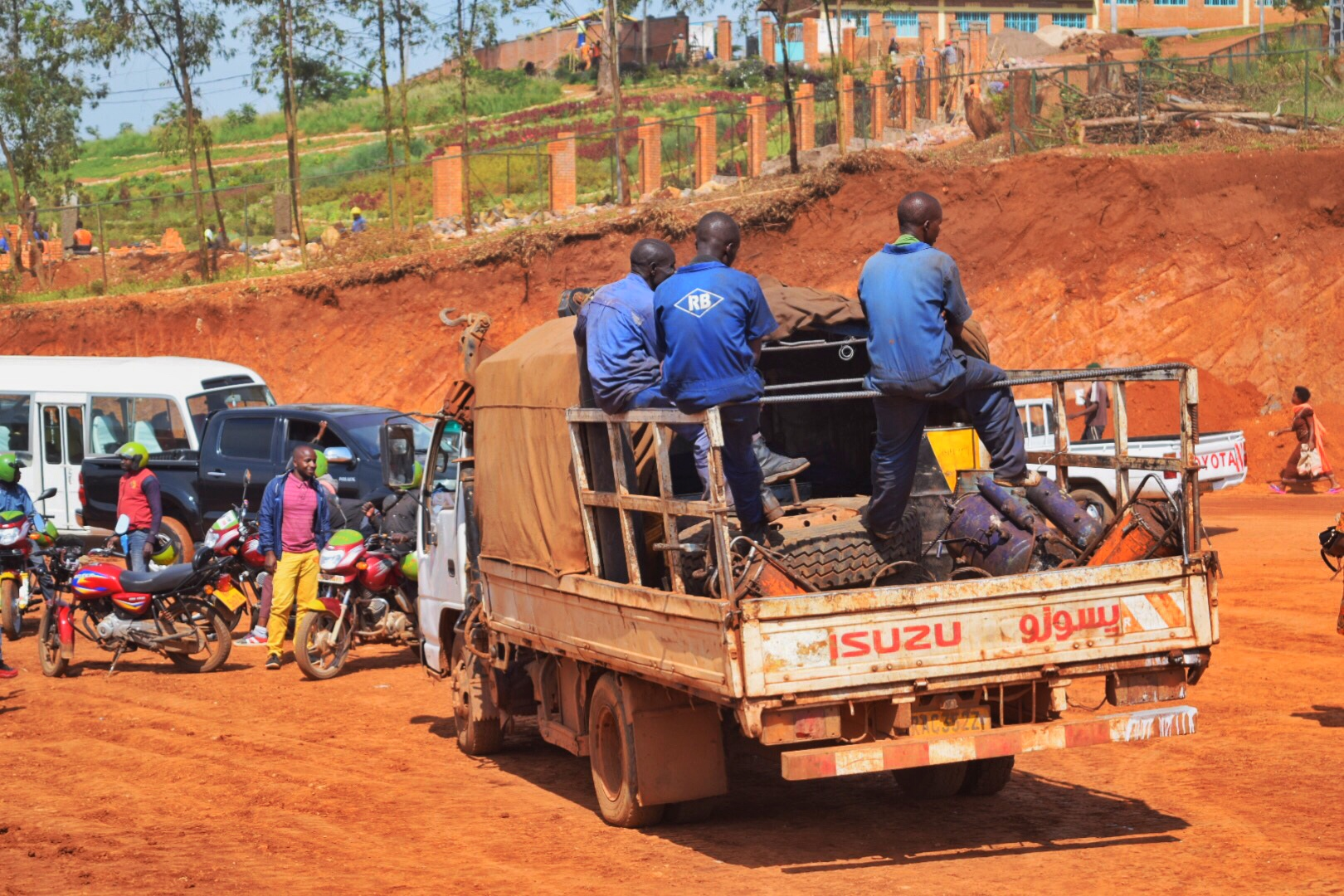
Pick-up au Rwanda (2020).

Outre son marché intérieur, Isuzu vend des véhicules dans les pays suivants : en Algerie, en Australie, en Afrique du Sud, en Chine, en Égypte, en Malaisie, en Indonésie, aux Philippines, en Nouvelle-Zélande, en Thaïlande, en Inde depuis 2013 en attendant une usine, en Ouzbékistan, en Ukraine, en Russie, et aussi en Europe, en Tunisie, en Arabie saoudite, en Amérique du Sud, et en Amérique du Nord.